# Hump Back
Hump Back（ハンプバック）は、林萌々子、ぴか、美咲の3人からなる日本のガールズロックバンドである。所属レーベルはVap内の専用レーベル「林音楽教室」。代表曲『拝啓、少年よ』のように、日常生活の喜びや悲しみをオリジナル曲のメロディーで表現し、寄り添うような優しさと生きていく勇気を聴き手に届けている。
メンバー三人全員の結婚を機に、家庭生活と両立して、末長く音楽とライブを続けることを宣言した。

## 略歴
2009年に林萌々子を中心に東大阪市立日新高等学校の軽音楽部にて結成。当時はチャットモンチーのコピーをしていた。
2012年に「閃光ライオット2012」に出場し、第3次審査・大阪大会まで進出。8月1日に自主制作盤『say good bye』を発売。
2013年4月22日にゆっきーが脱退。6月8日にサポートメンバーだった373が正式メンバーに決定。同年にめぐが脱退。2014年5月にせつこをサポートメンバーとして加えて活動を再開。
2015年1月16日に行なわれたライブをもって373が脱退。同ライブはせつこのラストライブともなった。林のソロプロジェクトとなり、4月1日にシングル『帰り道』をタワーレコードNU茶屋町店限定で発売。同月にカンナ、5月にぴかが加入し、バンド活動を再開。11月にカンナが脱退。
2016年2月2日に美咲が加入し、現行体制となる。8月8日、インディーズレーベル「WELL BUCKET RECORDS」に所属したことを発表し、12月7日に同レーベルから初の全国流通盤となるミニ・アルバム『夜になったら』を発売。
2017年11月22日、ミニアルバム『hanamuke』と林のソロ名義では初となる弾き語りCD『「消しゴム貸して。」』を同時発売。
2018年6月20日、Vapからシングル『拝啓、少年よ』でメジャーデビュー。
2019年、Vap内に専用レーベル「林音楽教室」を設立し、7月17日に同レーベルからメジャー1stアルバム『人間なのさ』を発売。2021年8月には、ニューアルバム『Achatter』を発売し、2022年8月には、EP『AGE OF LOVE』を発売した。
メンバー三人とも2022年末までに全員が結婚したため、ファンの前で披露宴を行う意味を込めた、コンサート“打上披露宴“を日本武道館にて公演した。ファンから結婚を祝福されたメンバーは、ファンの前で、これから家族ができても年齢を重ねても、三人で音楽とライブを長く続けていくことを宣言した。
2023年7月にメンバーのうち誰かが妊娠したことが発表され、同時に当分の間はライブ活動を中止していたが、翌年の2024年5月に全員が出産をし終えたことを公表し、子育てをしながら音楽活動を続けていくこととなった。

## メンバー

### 現メンバー
- 林 萌々子（はやし ももこ、1994年2月14日（31歳） - [13] - ） - Vo.＆Gt.
  - 大阪府東大阪市出身[13]。結成から現在まで在籍している唯一のオリジナルメンバーで、大半の楽曲の作詞・作曲を行う。
  - チャットモンチー[6]、STANCE PUNKS、太陽族、フラワーカンパニーズなどから影響を受け、音楽活動を始める[30]。
  - バンド活動と並行してソロ活動も行っている。
  - 父親の林裕人は長島☆自演乙☆雄一郎などを輩出したキックボクシングジム「魁塾」の会長[31]。
  - 2022年12月24日、ロックバンド・愛はズボーンの儀間建太との結婚を報告[32]。2024年、男児出産。
- ぴか（1995年3月16日（30歳）[33] - ） - Ba.＆Cho.
  - 最も強く影響を受けたのはGalileo Galilei[6]。
  - 2020年7月7日、自身のTwitterアカウントを通じて結婚を報告[34]。2024年、女児出産。
- 美咲（みさき、1月10日生まれ[35]） - Dr.＆Cho.
  - 2022年11月に結婚[36]。最も強く影響を受けたのはELLEGARDEN。ただし、知ったのはELLEGARDENの活動休止後だったため、ライブを観たことはない[6]。なお、ELLEGARDENは2018年に活動を再開した｡2024年、女児出産。

### 元メンバー
- めぐ - Ba.＆Cho.
  - 結成から2013年9月まで在籍。
- せつこ - Ba.
  - 2014年5月から2015年4月までサポートメンバーとして在籍。
- ゆっきー - Dr.
  - 結成から2013年4月まで在籍。
- 373 - Dr.
  - 2013年6月から2015年1月まで在籍。
- カンナ（1994年10月17日（30歳） - ） - Dr.＆Cho.
  - 2015年5月から11月まで在籍。

## ディスコグラフィ
※順位はオリコン・ウィークリーランキング最高順位

### 映像作品
|   | 発売日         | タイトル                                                    | レーベル         | 順位                    |
| - | -------------- | ----------------------------------------------------------- | ---------------- | ----------------------- |
| 1 | 2021年03月24日 | 大阪城ホール単独公演 “拝啓、少年少女たちよ”                 | Vap / 林音楽教室 | 10位                    |
| 2 | 2022年03月30日 | Hump Back pre. "ACHATTER tour" 2021.11.28 at NIPPON BUDOKAN | Vap / 林音楽教室 | 9位                     |
| 3 | 2023年11月22日 | Hump Back pre.“打上披露宴”LIVE at NIPPON BUDOKAN            | Vap / 林音楽教室 | 5位(ミュージックDVD中） |

### 自主制作盤
| 全作詞・作曲: 林萌々子、全編曲: Hump Back。 |                  |          |            |
| #                                           | タイトル         | 作詞     | 作曲・編曲 |
| 1.                                          | 「say good bye」 | 林萌々子 | 林萌々子   |
| 2.                                          | 「ぎんのうた」   | 林萌々子 | 林萌々子   |

| 全作詞・作曲: 林萌々子、全編曲: Hump Back。 |                    |          |            |
| #                                           | タイトル           | 作詞     | 作曲・編曲 |
| 1.                                          | 「十七歳と坂道と」 | 林萌々子 | 林萌々子   |
| 2.                                          | 「アオイヒトミ」   | 林萌々子 | 林萌々子   |
| 3.                                          | 「いつか」         | 林萌々子 | 林萌々子   |

| 全作詞・作曲: 林萌々子、全編曲: Hump Back。 |                    |          |            |
| #                                           | タイトル           | 作詞     | 作曲・編曲 |
| 1.                                          | 「サーカス」       | 林萌々子 | 林萌々子   |
| 2.                                          | 「十七歳と坂道と」 | 林萌々子 | 林萌々子   |
| 3.                                          | 「いつか」         | 林萌々子 | 林萌々子   |

| 全作詞・作曲: 林萌々子、全編曲: Hump Back。 |                    |          |            |
| #                                           | タイトル           | 作詞     | 作曲・編曲 |
| 1.                                          | 「うたいたいこと」 | 林萌々子 | 林萌々子   |
| 2.                                          | 「アオイヒトミ」   | 林萌々子 | 林萌々子   |
| 3.                                          | 「MY LIFE」        | 林萌々子 | 林萌々子   |

### 林萌々子ソロ作品
| 全作詞・作曲・編曲: 林萌々子。 |                          |          |            |
| #                              | タイトル                 | 作詞     | 作曲・編曲 |
| 1.                             | 「あほんだら」           | 林萌々子 | 林萌々子   |
| 2.                             | 「ひまわり」             | 林萌々子 | 林萌々子   |
| 3.                             | 「アオイヒトミ」         | 林萌々子 | 林萌々子   |
| 4.                             | 「戻りたいわけじゃない」 | 林萌々子 | 林萌々子   |

| 全作詞・作曲・編曲: 林萌々子。 |                          |          |            |
| #                              | タイトル                 | 作詞     | 作曲・編曲 |
| 1.                             | 「今夜、抜け出そう」     | 林萌々子 | 林萌々子   |
| 2.                             | 「ナンニモナレナイ」     | 林萌々子 | 林萌々子   |
| 3.                             | 「あほんだら」           | 林萌々子 | 林萌々子   |
| 4.                             | 「戻りたいわけじゃない」 | 林萌々子 | 林萌々子   |
| 5.                             | 「思春期」               | 林萌々子 | 林萌々子   |
| 6.                             | 「おやすみ」             | 林萌々子 | 林萌々子   |

| 全作詞・作曲・編曲: 林萌々子。 |                                                        |          |            |
| #                              | タイトル                                               | 作詞     | 作曲・編曲 |
| 1.                             | 「ティーンエイジペイン」                               | 林萌々子 | 林萌々子   |
| 2.                             | 「暮らし」                                             | 林萌々子 | 林萌々子   |
| 3.                             | 「フライデーフィルム」                                 | 林萌々子 | 林萌々子   |
| 4.                             | 「あの子」                                             | 林萌々子 | 林萌々子   |
| 5.                             | 「にぎ (5年目Ver.)」                                   | 林萌々子 | 林萌々子   |
| 6.                             | 「小さな恋のメロディ (with 大武茜一郎 from 突然少年)」 | 林萌々子 | 林萌々子   |

### 参加作品
| アーティスト    | タイトル           | 初出                                         |
| --------------- | ------------------ | -------------------------------------------- |
| Various Artists | 「うたいたいこと」 | 『V.A NOSIDE』                               |
| Various Artists | 「いつか」         | 『THE NINTH APOLLO sampler CD 2015』         |
| Various Artists | 「ヒーロー」       | 『In the Stage4』                            |
| Various Artists | 「チープマンデー」 | 『THE NINTH APOLLO pre The sampler CD 2016』 |
| Various Artists | 「月まで」         | 『2017 June Sampler CD』                     |
| Various Artists | 「湯気」           | 『CHATMONCHY Tribute 〜My CHATMONCHY〜』     |

## タイアップ一覧
| 使用年 | 曲名                     | タイアップ                                                                         |
| ------ | ------------------------ | ---------------------------------------------------------------------------------- |
| 2016年 | 月まで                   | テレビ東京『音流〜On Ryu〜』2016年12月度エンディングテーマ                         |
| 2017年 | 星丘公園                 | 日本海テレビ『1ch Music』12月度エンディングテーマ                                  |
| 2018年 | 拝啓、少年よ             | 日本テレビ系『バズリズム02』2018年6月度エンディングテーマ                          |
| 2018年 | 拝啓、少年よ             | リアル脱出ゲーム『絶望トイレからの脱出』テーマソング                               |
| 2018年 | 生きて行く               | 「セレッソ大阪 創設25周年記念動画」使用曲                                          |
| 2018年 | クジラ                   | 映画『真っ赤な星』主題歌                                                           |
| 2019年 | LILLY                    | 日本テレビ系『スッキリ』2019年7月度エンディングテーマ                              |
| 2019年 | LILLY                    | 毎日放送『ミント!』テーマソング                                                    |
| 2019年 | 恋をしよう               | 関西テレビ・BSフジ ドラマ『猪又進と8人の喪女〜私の初めてもらってください〜』主題歌 |
| 2019年 | 生きて行く               | 映画『根矢涼香、映画監督になる。』主題歌                                           |
| 2020年 | LILLY                    | ユニバーサル・スタジオ・ジャパン「ユニ春」CMソング                                 |
| 2020年 | 拝啓、少年よ             | 熊本朝日放送『第102回全国高等学校野球選手権 熊本大会』テーマソング                 |
| 2020年 | ティーンエイジサンセット | テレビ愛知『a-NN♪』8月度エンディングテーマ                                         |
| 2022年 | 拝啓、少年よ             | 岩谷産業「鳥人間コンテスト2022 夢があるから挑戦できる」CMソング                    |
| 2022年 | がらくた讃歌             | テレビ朝日『お願い！ランキング presents そだてれび』8月度エンディングテーマ        |
| 2022年 | がらくた讃歌             | CSテレ朝チャンネル『フランス ラグビーリーグTOP14中継』番組テーマソング             |
| 2022年 | tour                     | 洋服の青山「フレッシャーズへのエール篇」CMソング                                   |
| 2023年 | 番狂わせ                 | 長崎国際テレビ・日本テレビ系『島でめっちゃ稼ぐ人』テーマソング                     |
| 2023年 | 拝啓、少年よ             | ベネッセ「進研ゼミ 高校講座」（「バレーボール」篇/「陸上」篇）CMソング             |

### その他
| 使用年 | 曲名         | 概要                                                           |
| ------ | ------------ | -------------------------------------------------------------- |
| 2018年 | 拝啓、少年よ | お笑いコンビポップマン出囃子                                   |
| 2020年 | 拝啓、少年よ | 女子プロレスラータッグ「ルミナス」 (梅咲遥 & 高瀬みゆき)入場曲 |
| 2023年 | 拝啓、少年よ | 北海道日本ハムファイターズ松本剛選手登場曲                     |

## ヘビーローテーション/パワープレイ

### テレビ
| 使用年 | 曲名           | ヘビーローテーション/パワープレイ           |
| ------ | -------------- | ------------------------------------------- |
| 2018年 | 拝啓、少年よ   | スペースシャワーTV it!                      |
| 2018年 | 拝啓、少年よ   | MUSIC ON! TV M-ON Recommend                 |
| 2018年 | 悲しみのそばに | スペースシャワーTV 2018年12月度 POWER PUSH! |

### ラジオ
| 使用年 | 曲名         | ラジオヘビーローテーション/パワープレイ |
| ------ | ------------ | --------------------------------------- |
| 2018年 | 拝啓、少年よ | FM802 2018年6月度ヘビーローテーション   |
| 2018年 | 生きていく   | 2018年12月度 Monthly A Music            |